# Gilbert Alan Blake
Gilbert Alan Blake, britanski general, * 1887, † 1971.